# Muniční sklad Hajniště

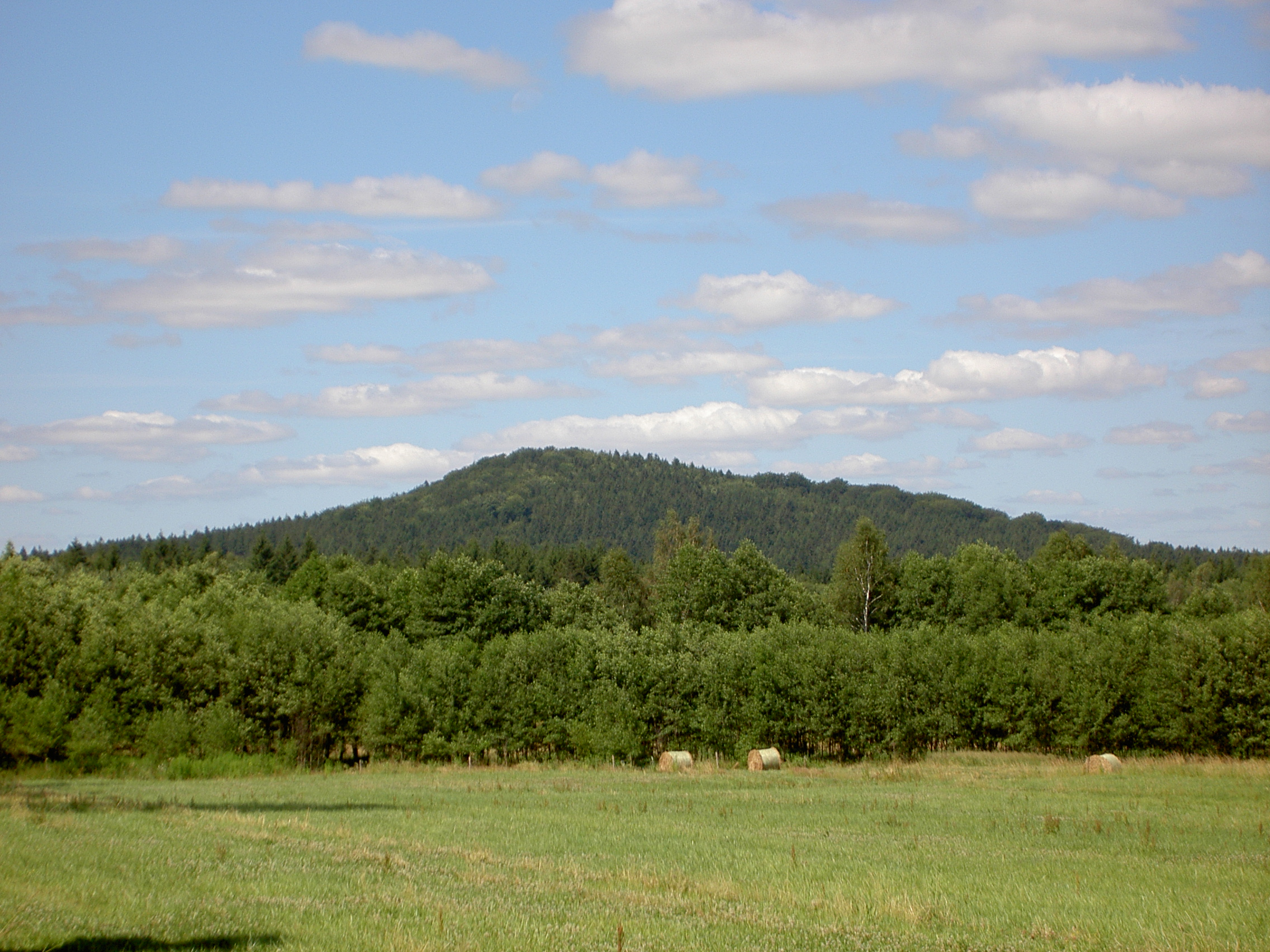
Vrch Chlum mezi Raspenavou a Novým Městem pod Smrkem

Muniční sklad Hajniště je bývalý vojenský prostor (označovaný VÚ 1337/A) rozkládající se na vrchu Chlum nacházejícím se jihozápadním směrem od Hajniště, části Nového Města pod Smrkem ve Frýdlantském výběžku na severu České republiky. Sloužil k uskladnění střeliva 55. dělostřelecké základny z Týniště nad Orlicí. S budováním skladu se začalo v roce 1955 a po čtyřech letech byla jeho výstavba dokončena. V areálu se nachází celkem třicet zděných skladovacích hal, každá o ploše 800 metrů čtverečních, vybavených vykládací rampou, elektrickým osvětlením či telefonem. Vedle toho se zde nacházely dvě zemní kobky určené k uskladnění střelného prachu a dále čtrnáct skládek pro deponii (odložení) munice s prošlou záruční lhůtou. Mezi jednotlivými objekty vedly panelové cesty, jejichž celková délka dosahovala téměř 15 kilometrů. Na přelomu 50. a 60. let 20. století došlo ke zbudování železniční vlečky vedoucí sem z blízké zastávky v Hajništi, která zajistila pružnější dopravu střeliva do areálu muničního skladu. Po dobu, kdy byl sklad v provozu, dosahovalo jeho naplnění 95 %. Při dělení Československa se odsud část střeliva odvezla na Slovensko a během následné reorganizace armády bylo rozhodnuto o ukončení provozu tohoto skladu. Objekty kasáren přešly pod správu Nového Města pod Smrkem a areál muničního skladu využívala soukromá firma k likvidaci nepotřebného střeliva. Současně je zde v provozu útulek pro psy spolu s cvičištěm.

## Historie

### Výstavba
Roku 1954 rozhodly orgány Ministerstva národní obrany o vytvoření úložiště munice dělostřelectva, letectva a tankových či motostřeleckých vojsk 55. dělostřelecké základny se sídlem v Týništi nad Orlicí. Pro tyto účely měl sloužit muniční sklad „A“ vybudovaný u obce Hajniště ve Frýdlantském výběžku na severu tehdejšího Československa. Následujícího roku proto ministerstvo zakoupilo pozemek kolem vrchu Chlum o výměře asi 315 hektarů a započalo s výstavbou jednoho z největších objektů svého druhu v Československu. Budování muničního skladu prováděl vojenský 56. silniční a stavební prapor, který měl své sídlo v Zákupech. Během stavby jeho muži pobývali ve škole v Hajništi a na faře a ve škole v blízkém Novém Městě pod Smrkem. Celému praporu, který čítal 600 mužů, velel pplk. K. Čermák, jehož poté vystřídal kpt. V. Cimpa.
Jelikož se na pozemku nacházel les, proběhlo nejprve jeho vymýcení, spolu s nímž se prováděly také úpravy terénu v místech budoucích staveb skladiště. Následně probíhala stavba jednotlivých objektů. Prvních dvanáct skladovacích hal bylo během jara roku 1958 dostavěno a zkolaudováno. Stavba však pokračovala dále a následující rok stálo 30 zděných objektů. Jednotlivé haly měly rozlohu 800 metrů čtverečních a každá disponovala svojí vykládací rampou, elektrickým osvětlením, požárním přístřeškem a telefonem. Stavby měly takzvanou lehkou střechu, která by v případě výbuchu v objektu zajistila, aby tlaková vlna detonace směřovala vzhůru.
Spolu s tím se zbudovaly dvě kobky v zemních valech, které sloužily k ukládání střelných prachů a jiných výbušnin, a dále 14 chráněných skládek o úhrnné rozloze asi 3600 metrů čtverečních. Ty se využívaly na ukládání munice s prošlou záruční dobou, jež byla určena k delaboraci (zničení). Ke skladu patřilo také jeho zázemí sestávající z garáží, kotelny, strážnice a sociální budovy. Jednotlivé objekty areálu spojovaly panelové cesty, jejichž celková délka dosahovala skoro 15 kilometrů.
Areál muničního skladu byl obehnán dvojitým plotem a na vnitřním z nich se nacházel ještě elektrický ohradník s vysokým napětím. Po určitých vzdálenostech stály u tohoto oplocení strážní věže spolu s kotci pro psy, které byly vybaveny automatickým otvíráním. To sloužilo pro případ, kdy by do střeženého prostoru někdo vnikl. Po dokončení výstavby celého muničního skladu opětovně jeho prostor Vojenské lesy Mimoň zalesnily.

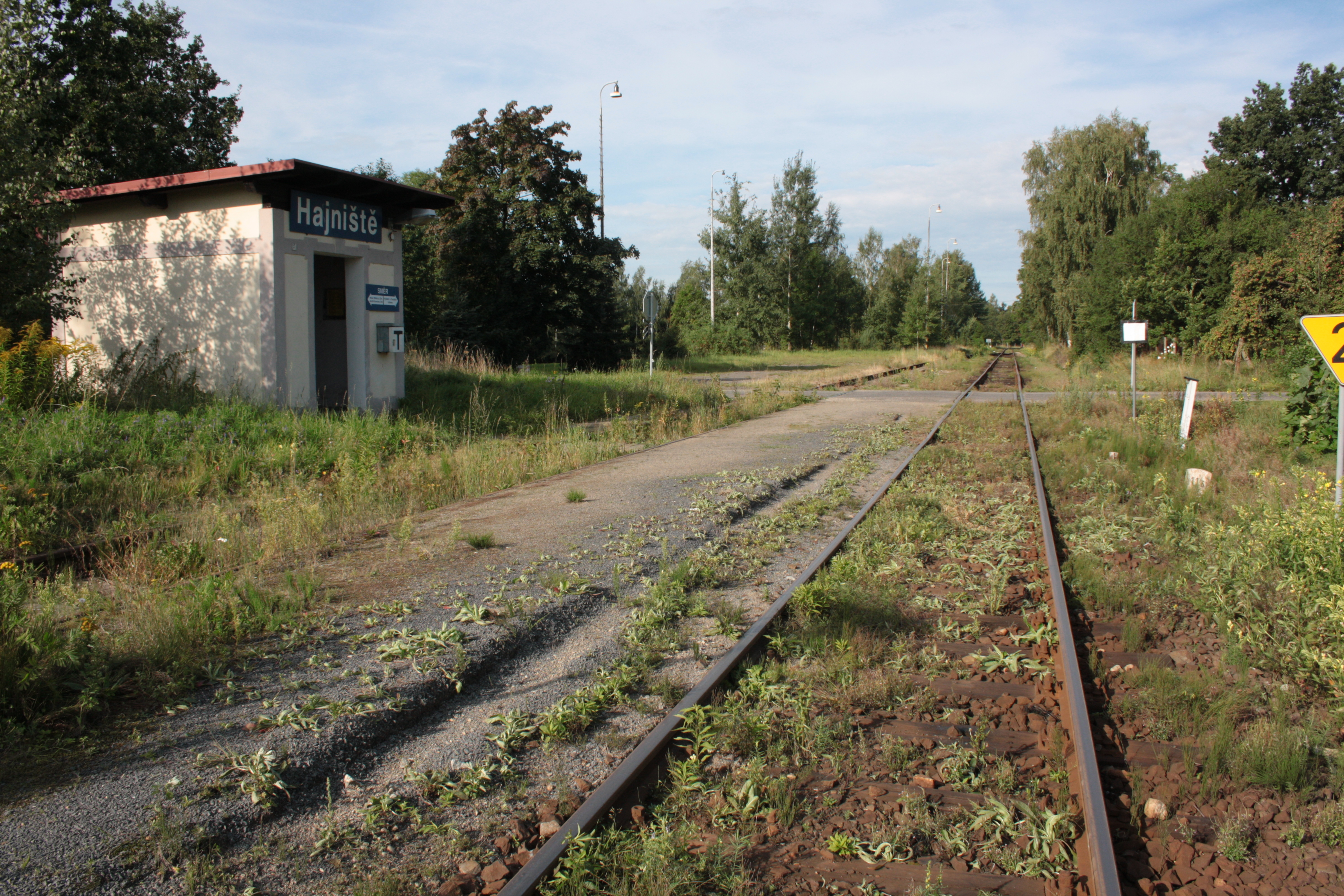
Železniční zastávka a nákladiště Hajniště (levá kolej – vedoucí před čekárnou – v pozadí odbočuje do muničního skladu)

Ještě během dostavby svážely nákladní automobily ze železničních stanic ve Frýdlantě, v Raspenavě a v Novém Městě pod Smrkem dělostřeleckou, pěchotní a raketometnou munici. Manipulace s ní probíhala ručně (a to až do výšky 2,10 metru), neboť v místech, kam byla ukládána, platil zákaz použití manipulačních strojů poháněných výbušnými motory. Protože však byl přísun munice pomocí automobilů pomalý, přistoupilo ministerstvo národní obrany k výstavbě železniční vlečky, která by sem vedla z manipulační koleje zastávky v Hajništi. Na základě žádosti vojenského útvaru došlo 22. ledna 1956 k vydání stavebního povolení pro tuto vlečku a 1. ledna 1961 na ní byl zahájen provoz. Ale již v polovině dubna téhož roku došlo k nehodě, při níž lokomotiva řady T 211.0 neubrzdila dva naložené vozy, prorazila zarážedlo a spadla do strže.

### Provoz

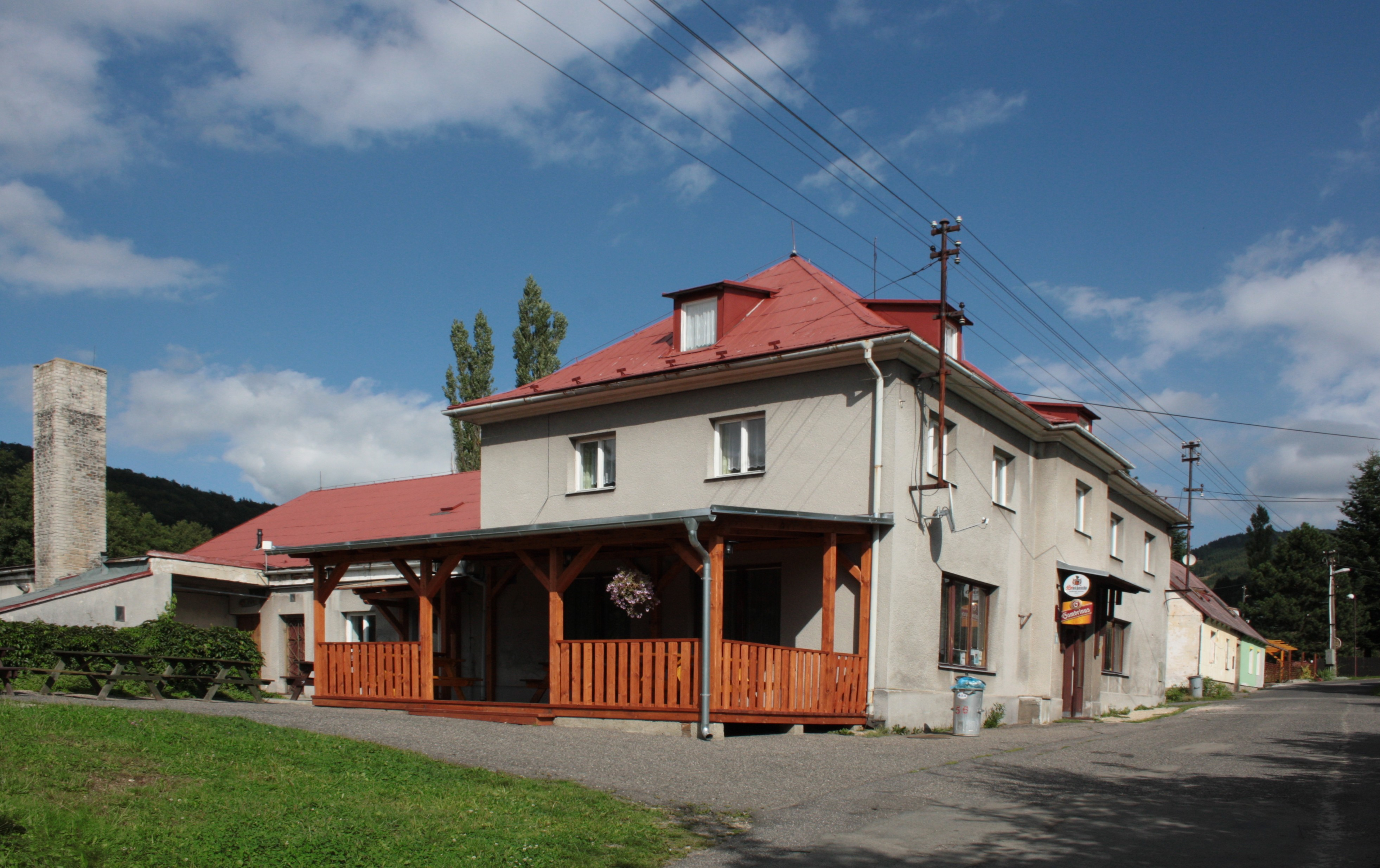
Libverdská restaurace Vzlet, v níž bydleli členové strážní roty

Sklad oficiálně vznikl k 1. říjnu 1958 a jeho velitelství sídlilo v Lázních Libverdě, v objektu bývalého mlýna, tedy v místech, kde dnes (2025) stojí tamní informační středisko. Prvním velitelem skladu byl jmenován kpt. Ján Rapčan. Během roku 1958 nastoupilo k útvaru pět důstojníků a jeden aspirant (tedy uchazeč či čekatel). Na počátku roku 1959 převzal velení pplk. J. Pospíšil a k útvaru přišli i dva technici, a sice por. K. Jakoubě a por. Josef Kazmíř. Následně se přijímali ještě občanští pracovníci, tedy například řidiči, skladníci, dělníci ve skladištích či administrativní pracovníci.
Závěrem roku 1958 se součástí muničního skladu stala také samostatná strážní rota zformovaná ve Šťáhlavech u Plzně, v jejímž čele stál štáb ve složení por. M. Král, por. F. Plančík, kpt. K. Čermák a staršina M. Bárta. Velitelem roty byl kpt. P. Rohla. Rota se dělila na tři čety, jimž veleli důstojníci a posléze i poddůstojníci nebo vojáci aspiranti. Celá rota po přidělení k ostraze muničního skladu bydlela v Lázních Libverdě, v místní restauraci Vzlet. Ubytováni byli ve zdejším bývalém tanečním sálu a jídlo si vařili na dvoře v polní kuchyni. Každý den vojáky dopravovaly automobily ke stráženému areálu.
K rotě patřilo též 26 psovodů se psy. Ti byli rovnoměrně rozděleni k jednotlivým strážním četám. Jejich příslušníci během dne konali pravidelné obchůzky v jim vymezeném prostoru a na noc psy umisťovali do kotců podél vnitřního oplocení objektu a strážní prováděli pouze jejich pravidelnou kontrolu.
Během roku 1958 začala na okraji Hajniště výstavba kasárenských objektů s příslušným zázemím (kotelna, kuchyně, garáže). Dokončeny byly následující rok a ihned se do nich sestěhovaly všechny součásti vojenského útvaru, které se do té doby nacházely rozmístěné po sousedních městech a obcích. Na náměstí v Novém Městě pod Smrkem navíc vyrostly bytové jednotky určené vojákům z povolání a občanským zaměstnancům skladu.
Pracovníci ve skladu v rámci své pracovní náplně přijímali, ošetřovali a vydávali uskladněnou munici vojenským útvarům na území republiky. Po dobu, kdy byl sklad v provozu, dosahoval naplnění 95 %. To svědčí o vysokém pohybu jednotlivých druhů střeliva. Po dobu provozu skladu navíc nedošlo k narušení nebo ke snaze o vniknutí do střeženého areálu. Pomohla tomu jednak dostatečná informovanost obyvatelstva z okolních obcí o míře zabezpečení a střežení objektu, ale také skutečnost, že došlo k uzavření silnice číslo III/29011 v úseku mezi Raspenavou a Ludvíkovem pod Smrkem, která vede těsně při jižní straně střeženého areálu.
K počátku září 1963 proběhla reorganizace nadřízeného velitelství 55. dělostřelecké základny na Vojenský opravárenský závod Týniště nad Orlicí, a přesně za čtyři roky poté se přejmenoval na 55. kompletační základnu. Pojmenování muničního skladu však zůstávalo navzdory těmto změnám totožné.
Zaměstnanci, ať už vojenští, tak civilní, se zde často měnili. Příčinou toho byly obtížné pracovní podmínky způsobené denním dojížděním na pracoviště, a to nejprve vojenským a po zavedení úsporných opatření do československé armády běžným linkovým autobusem, který musel celý areál muničního skladu objíždět. Až v roce 1964 začala jezdit přímá autobusová linka z Nového Města pod Smrkem ke vstupní bráně do muničního skladu.
S nástupem normalizace bylo několik důstojníků z politických důvodů propuštěno. Na počátku září 1969 došlo k přesunu muničního skladu k 52. muniční základně Bílek-Chotěboř a spolu s tím k přejmenování na 12. pobočku této základny. Během roku 1971 se velitelem muničního skladu stal pplk. J. Klaus, jehož postupně vystřídali mjr. R. Ruthan, mjr. Jan Rapčan, mjr. F. Dobeš, mjr. S. Vaněček a pplk. J Králík. Ke konci osmdesátých let 20. století již kvalita kolejového svršku zdejší vlečky nedosahovala potřebných parametrů, a proto se roku 1990 přistoupilo k rekonstrukci celého jejího kolejiště. Dnem 1. listopadu 1992 se muniční sklad stal součástí 1. výzbrojní základny Drhovice a jeho velitelem byl jmenován mjr. Ing. Miroslav Beran.

### Ukončení provozu
Od roku 1993 patřil sklad Armádě České republiky. V souvislosti s dělením majetku bývalého Československa odsud vyrazilo na Slovensko několik stovek plně naložených železničních vozů střeliva. Tím došlo ke snížení zásob ve skladu, takže během reorganizace armády prováděné v roce 1995 bylo rozhodnuto, že ke konci toho roku dojde ke zrušení muničního skladu. Uskladněné střelivo se odtud muselo odvézt, což znamenalo denně naložit municí pět železničních vozů. Celkem tak bylo během této operace naloženo 1500 vozů munice. V prosinci roku 1995 ukončil muniční sklad svoji činnost. Objekty bývalých kasáren byly v roce 1999 předány do užívání Novému Městu pod Smrkem. Železniční vlečka po ukončení činnosti chátrala, ale od roku 2000 je opět v provozu. Využívá ji společnost likvidující v areálu vyřazenou munici. Tou je společnost STV Group a po vlečce se například roku 2008 dopravilo 40 kontejnerů na 38 vozech, které přes Meziměstí směřovaly do přístavu Gdaňsk v Polsku. Na konci roku 2014 se však objevily plány společnosti STV Group na přesun své činnosti na Českomoravskou vrchovinu. Ostrahu hajnišťského areál by ale i nadále měla společnost STV Group zajišťovat. Přesun se nakonec realizoval a likvidaci munice firma přesunula, nicméně v Hajništi si ve svém užívání ponechala sklady. O tři roky později (2017) navíc společnost plánovala svůj provoz v někdejším muničním skladu rozšířit a vyrábět zde střelivo do ručních zbraní. O získání objektu ale tehdy soupeřila se stavební firmou Kvapro podnikatele Roberta Kvapila, jež zde chtěla zbudovat své nové sídlo. V objektu bývalých kasáren je navíc v provozu psí útulek spolu se cvičištěm.

### Přehradní nádrž
Do areálu někdejšího muničního skladu zasahovala jedna ze dvou možných lokalit na území Libereckého kraje, kde mohla býti zbudována přehradní nádrž jako záložní zásobárna pitné vody. Rozkládala by se odtud na pozemcích směrem k Raspenavě. V této oblasti je již ale navržen suchý polder, který má oblast Frýdlantska ochránit před povodněmi. V roce 2016 však Josef Jadrný, tehdejší krajský radní pro životní prostředí, předpokládal, že obě krajské lokality ze seznamu plánovaných přehradních nádrží vypadnou. Předpoklad byl správný a obě lokality nakonec ze seznamu zmizely.